# Amtsgericht Wolfsburg

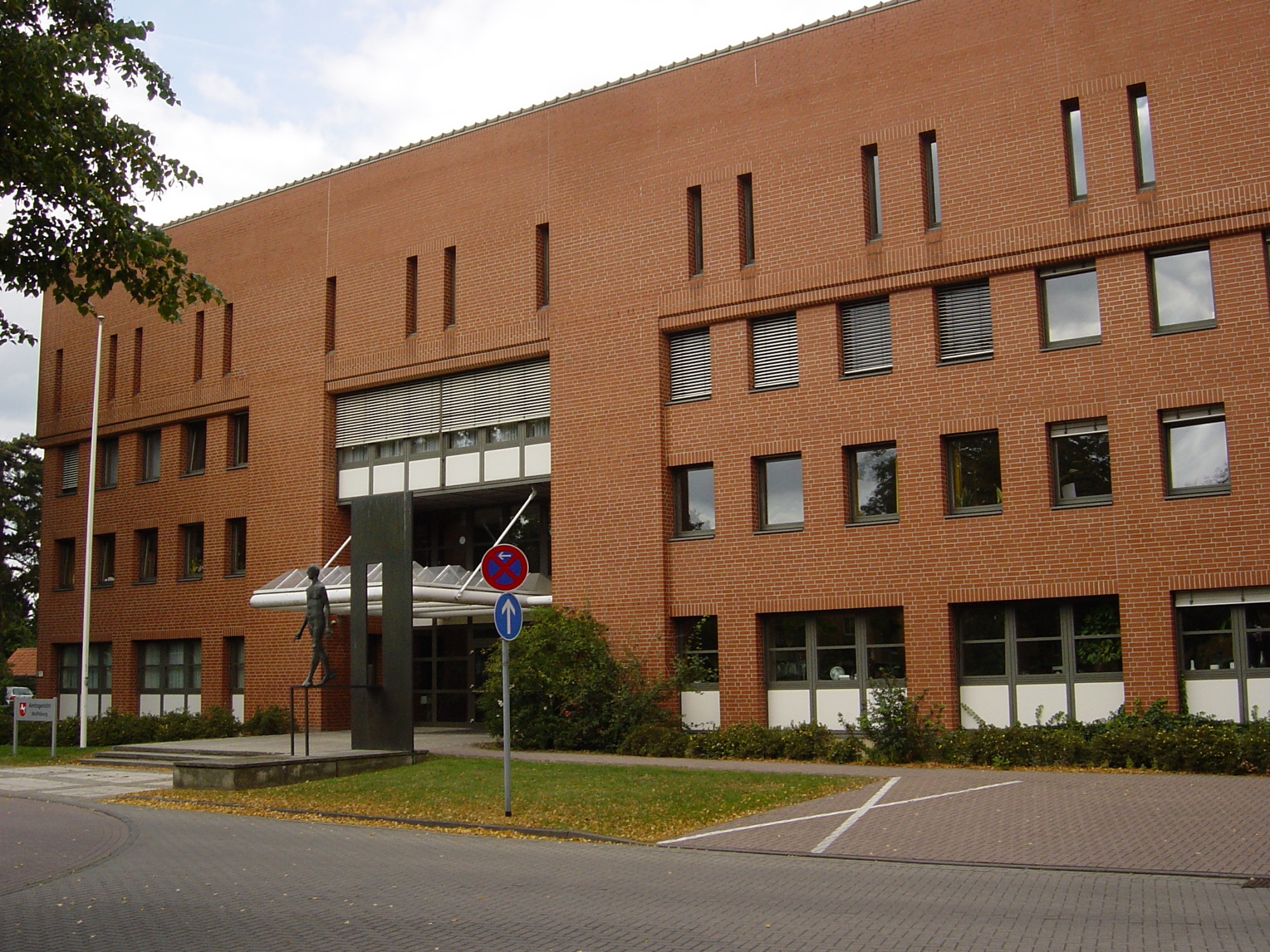
Heutiges Amtsgericht Wolfsburg von 1987

Das Amtsgericht Wolfsburg ist eines von neun Amtsgerichten im Landgerichtsbezirk Braunschweig. Es hat seinen Sitz im Wolfsburger Stadtteil Heßlingen (Rothenfelder Straße 43).
Das Amtsgericht hat insgesamt etwa 100 Mitarbeiter, darunter 13 Richter. Der Gerichtsbezirk des Amtsgerichts Wolfsburg umfasst die kreisfreie Stadt Wolfsburg sowie die Samtgemeinden Boldecker Land und Brome im Landkreis Gifhorn. Das Amtsgericht Wolfsburg hat somit etwa 145.000 Gerichtseingesessene. Übergeordnete Gerichte sind das Landgericht Braunschweig und das Oberlandesgericht Braunschweig.

## Geschichte
Zunächst war das Amtsgericht Fallersleben auch für die 1938 gegründete Stadt des KdF-Wagens – 1945 in Wolfsburg umbenannt – zuständig. Von 1950 an gab es Bemühungen, für die wachsende Stadt ein eigenes Amtsgericht zu erbauen. Am 1. Februar 1955 wurde in Wolfsburg zunächst eine Zweigstelle des Amtsgerichts Fallersleben gegründet. Zwei Richter sowie einige Angestellte der Justiz bezogen dafür Räume im Geschäftshaus Hildebrandt an der Ecke Porschestraße / Kleiststraße.

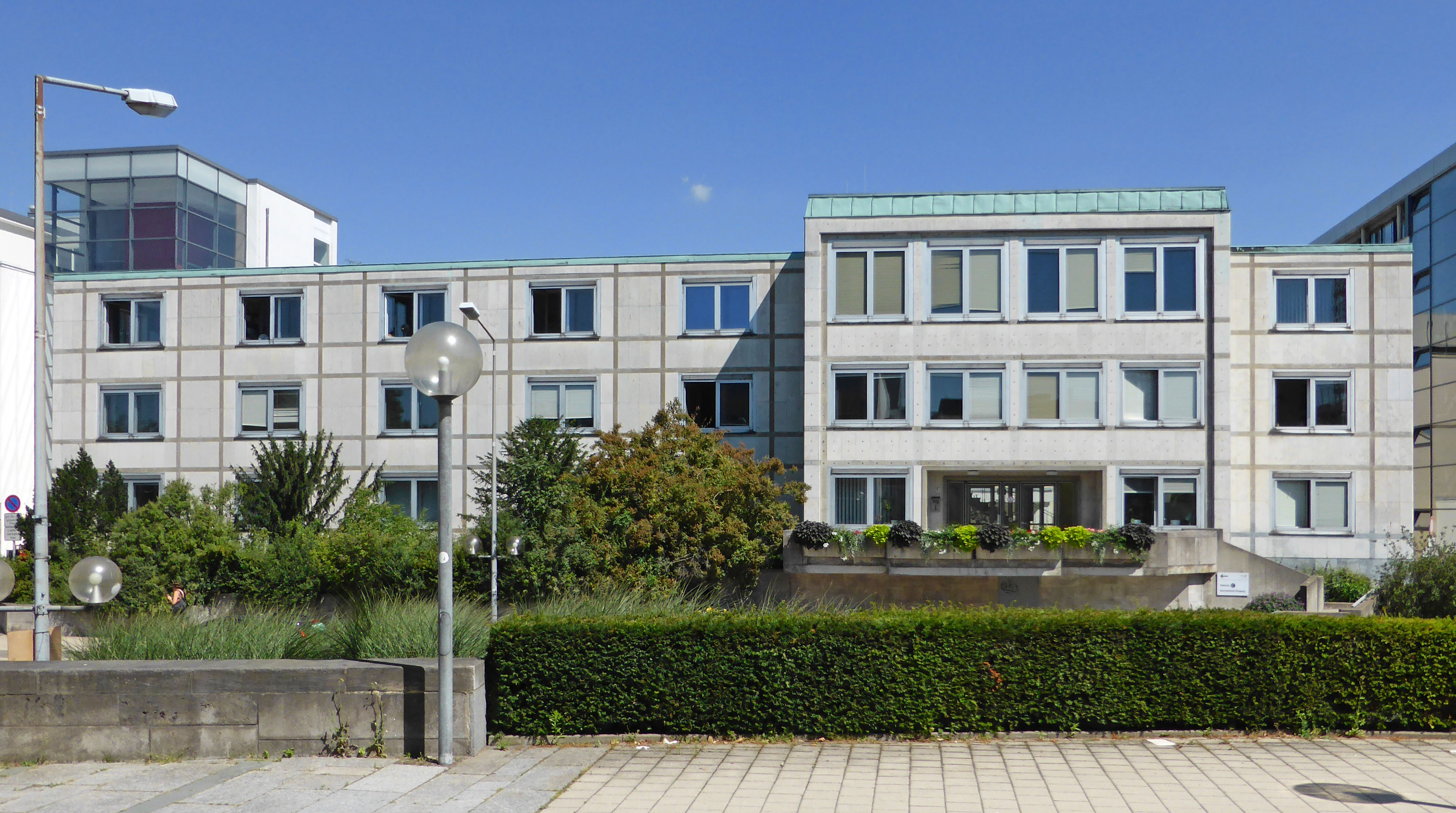
Ehemaliges Amtsgericht Wolfsburg von 1957

Bereits am 12. Januar 1955 hatte der Niedersächsische Landtag beschlossen, dass in Wolfsburg ein Amtsgericht erbaut wird. Am 8. November desselben Jahres fasste der Rat der Stadt Wolfsburg den Beschluss für den Gerichtsneubau. Als Architekt wurde Titus Taeschner beauftragt, der bereits kurz zuvor das gegenüberliegende Rathaus entworfen hatte. Am 1. Dezember 1957 begann das neue Amtsgericht seinen Dienstbetrieb mit vier Richtern und einem Assessor.
Am 6. November 1985 wurde der Grundstein für das heutige Gerichtsgebäude gelegt, da das bisherige Amtsgericht für das inzwischen zur Großstadt gewachsene Wolfsburg zu klein geworden war. Am 1. Juni 1987 begann im heutigen Amtsgericht der Dienstbetrieb. Für den Bau des Gebäudes wurden 1985 die letzten Häuser an der Bäckergasse abgerissen, die Straße verschwand. Das vormalige Gerichtsgebäude in der Pestalozziallee wird seither von der Stadt Wolfsburg als „Rathaus C“ genutzt.
1988 wurde neben dem Haupteingang die Skulptur Menschenrechte von Karl Ulrich Nuss (Weinstadt) errichtet, sie zeigt einen entblößten Mann.